# Aupeo
Aupeo! Personal Radio ist ein nicht-lineares, personalisiertes Internetradio, das auf einer hybriden Empfehlungstechnologie basiert. Grundlage ist ein Algorithmus des Fraunhofer-Instituts für Digitale Medientechnologie (IDMT), der zu jedem Lied automatisiert Attribute vergibt. Diese werden von Mitarbeitern ergänzt. Zudem werden die Interaktionen der Hörer gespeichert und bei der Erstellung personalisierter Streams berücksichtigt. Aupeo! ist in über 40 Ländern als Webcaster lizenziert. Das Unternehmen wurde 2008 als Aupeo GmbH in Berlin gegründet und ist risikokapitalfinanziert. Die Datenbank umfasst derzeit etwa 900.000 Titel. 
Aupeo wurde 2013 von Panasonic-Automotive übernommen. Der Service von AUPEO! ist aktuell in mehr als 2 Millionen Fahrzeuge weltweit verfügbar. Mehr als 20 Automobilhersteller wie unter anderem Ford, VW, Mercedes, Audi, BMW, Toyota, Jaguar und Land Rover sind Partner von Aupeo.

## Funktionsweise
Die Empfehlungstechnologie verfolgt einen hybriden Ansatz, der schnelle Zuordnung von musikalischen Attributen durch einen automatisierten Prozess mit menschlicher Verfeinerung verfolgt. 

### Der Fraunhofer-Algorithmus
Für die automatische Sortierung der Musik nutzt Aupeo! einen Algorithmus des Fraunhofer-Instituts. Dieser analysiert zunächst die musikalischen Eigenschaften der Titel in der Aupeo!-Datenbank – wie Rhythmus, Klangfarben, Stimmung und Tempo. Anschließend werden Beziehungsmuster zu anderen Titeln hergestellt und Stücke, die sich in Bezug auf ihre musikalischen Eigenschaften ähneln, verknüpft. Um das Ergebnis zu verfeinern, werden anschließend Metadaten wie Genre, Subgenre und Tags mit Herkunft des Künstlers einbezogen. Nach der automatisierten Zuordnung von Attributen prüft eine Musikredaktion die erstellten Tags und bessert diese gegebenenfalls nach, bevor ein Song in die Datenbank übergeht. 

### Personalisierung durch Hörer
Der Hörer startet sein personalisiertes Radio mit einer Genre-Auswahl, mit einer vorbereiteten Themen-Station oder gibt den Namen eines Interpreten ein. In der Datenbank werden jeweils Lieder mit den entsprechenden Attributen zu einem nicht reproduzierbaren Radio-Stream zusammengestellt. Es gibt keine sichtbare Playlist, allerdings kann der Hörer Titel überspringen oder mit „Love“ und „Ban“ bewerten. Diese Interaktionen werden seinem Benutzerprofil zugeordnet und fließen in die weitere Erstellung des Radioprogramms ein.

## Technischer Hintergrund und Verfügbarkeit
Der Dienst ist auf verschiedensten Plattformen verfügbar. Seit Juni 2011 ersetzt eine HTML5-Weboberfläche den vorher genutzten Flashplayer. Zudem gibt es Apps für iPhone, iPod touch, iPad, Windows Phone, Android und Symbian. 
Über eine nicht-öffentliche Programmierschnittstelle (API) ist der Dienst auch auf anderen internetfähigen Endgeräten verfügbar. Dazu zählen Webradio-Geräte, Fernseher, Settop-Boxen, Netbooks und – über Smartphones – auch Autos. Als Partner sind Hersteller wie Loewe AG, Philips, Asus, Acer, Nokia, Mini, Onkyo, TechniSat und Sonos bekannt.
Die Aupeo!-Streams sind abhängig vom verwendeten Endgerät in verschiedenen Formaten verfügbar, welche von 48 kbps HE-AACv2 bis 192 kbps MP3 reichen.

## Geschäftsmodell
Aupeo! ist risikokapitalfinanziert, unter anderem durch die Investitionsbank Berlin (IBB). Der Dienst finanziert sich durch Werbung, wozu Audiowerbung und Bannereinblendungen gehören. 
Alternativ lässt sich Aupeo! kostenpflichtig abonnieren, womit die Werbung und die Beschränkung auf 6 Skips pro Stunde entfällt. Außerdem wird die Audioqualität auf 192 kbps erhöht.

## Rechtlicher Hintergrund
Aupeo! ist kein On-Demand-Service, sondern fällt unter die sogenannte Betriebsvoraussetzung für Webcasting, die von der IFPI (Internationaler Verband für alle Tonträgerunternehmen weltweit) erstellt wurde. Unter dieser hat Aupeo! Verträge zur Musiknutzung für mehr als 40 Länder abgeschlossen. Parallel dazu werden auch die Urheber, bzw. deren Verlage, über die Verträge mit den Verwertungsgesellschaften, wie in Deutschland die GEMA, vergütet.

## Abschaltung des Dienstes
Aupeo stellte den Dienst (Direktkundengeschäft) am 30. November 2016 ein. Seit der Übernahme durch Panasonic entwickelt das Unternehmen In-Car-Systeme für die Fahrzeugbranche, insbesondere Audi. Aupeo teilte mit, dass Besitzer eines Audi, die den Dienst über das Onboard-System der Fahrzeuge beziehen, nicht von der Einstellung betroffen sind.